# Ricardo Miledi
Ricardo Miledi (15 septembre 1927 - 18 décembre 2017) est un neuroscientifique mexicain connu pour ses travaux sur le rôle du calcium dans la libération des neurotransmetteurs ,. Il aide également à développer une technique d'étude des récepteurs natifs dans les ovocytes de grenouille pour le développement de médicaments .

## Biographie
D'une famille de sept enfants, il obtient des diplômes de premier cycle et de médecine à l'Université nationale autonome du Mexique (UNAM) . Alors qu'il est à l'école de médecine, il décide qu'il ferait un "clinicien terrible", car "il s'imaginait qu'il finirait par ne voir qu'un seul patient par semaine, parce qu'il serait toujours trop intéressé par chaque détail inconnu du cas, essayant de comprendre comment les médicaments pourraient agir.» . En conséquence, lorsqu'il lui est demandé d'effectuer un service social dans le cadre de sa formation à la faculté de médecine, il choisit une bourse de recherche à l'"Instituto Nacional de Cardiología" sous la direction d'Arturo Rosenblueth. Là, il étudie les origines électriques de la fibrillation ventriculaire et se forme aux travaux de laboratoire délicats.
En 1955, il passe un été au Laboratoire de biologie marine de Woods Hole. Il y commence son étude des synapses chez le calmar commun et commence à voir l'importance du calcium dans la transmission synaptique. Vers 1956/1957, Miledi mène des recherches à Canberra, en Australie.
En 1958, il rencontre Bernard Katz, qui lui offre un poste au Département de biophysique de l'University College de Londres. Il y étudie la libération d'acétylcholine (ACh) et l'expression de ses récepteurs. À partir de ces études, il présente la preuve d'un phénomène connu sous le nom de débordement, dans lequel les neurotransmetteurs se diffusent et stimulent les récepteurs extrasynaptiques . D'autres travaux sur les récepteurs extrasynaptiques conduisent au développement du concept de neuromodulation . Cela jette les bases d'études futures sur les facteurs neurotrophiques, qui conduisent finalement à ses travaux sur la dénervation. En étudiant la dénervation dans le muscle squelettique de la grenouille, il découvre que les cellules gliales, en particulier les cellules de Schwann, se comportent comme des facteurs neurotrophiques en prenant en charge l'activité neuronale et en libérant elles-mêmes l'acétylcholine afin de préserver la jonction neuromusculaire .
Au début des années 1960, il s'intéresse à nouveau au rôle du calcium. Il découvre que "dans un milieu sans Ca 2+, l'influx nerveux envahit toujours complètement la terminaison nerveuse, mais ne libère aucun neurotransmetteur. Et puis dès que vous donnez un peu de Ca 2+, vous obtenez la libération de neurotransmetteurs." Lui et Katz publient un article établissant le rôle majeur du Ca 2+ dans la libération d'ACh. D'autres travaux avec le calmar contribuent à une meilleure compréhension du rôle du Ca 2+ dans la libération des neurotransmetteurs .
Miledi est élu membre de la British Royal Society  en 1970. Au début des années 1970, Miledi est un chercheur scientifique présent pendant les mois d'été à la Stazione Zooalogica de Naples, en Italie, apparemment car le calmar local faisait d'excellents spécimens de recherche. Il est également l'un des 42 membres fondateurs de l'Académie mondiale des sciences en 1983, pour reconnaître les scientifiques exceptionnels des pays en développement et honorer leurs réalisations en recherche et développement.
Miledi est professeur émérite à l'Université de Californie à Irvine ; ayant rejoint la faculté au début des années 1980. Là-bas, il passe du temps à développer une technique appelée microtransplantation, qui permet aux chercheurs d'étudier les récepteurs du tissu cérébral humain malade post-mortem dans un modèle fonctionnel . Il développe cette technique sur la base de travaux antérieurs dans lesquels il effectue le premier enregistrement électrophysiologique d'un ovocyte de grenouille, découvrant sa propriété inhérente d'avoir déjà des récepteurs de neurotransmetteurs .
Des années 1990 jusqu'à sa mort, il est professeur émérite à l'Institut de neurobiologie de l'UNAM, à Querétaro, au Mexique.
Il reçoit la médaille royale (1998)  le prix international King Faisal pour la science (1988), le prix Prince des Asturies (1999)  et le prix Ralph W. Gerard de la Society for Neuroscience pour ses contributions exceptionnelles à le terrain (2010) .